# Hemidactylus kamdemtohami
Hemidactylus kamdemtohami är en ödleart som beskrevs av  Bauer och PAUWELS 2002. Hemidactylus kamdemtohami ingår i släktet Hemidactylus och familjen geckoödlor. Inga underarter finns listade i Catalogue of Life.